# 丹後田辺藩

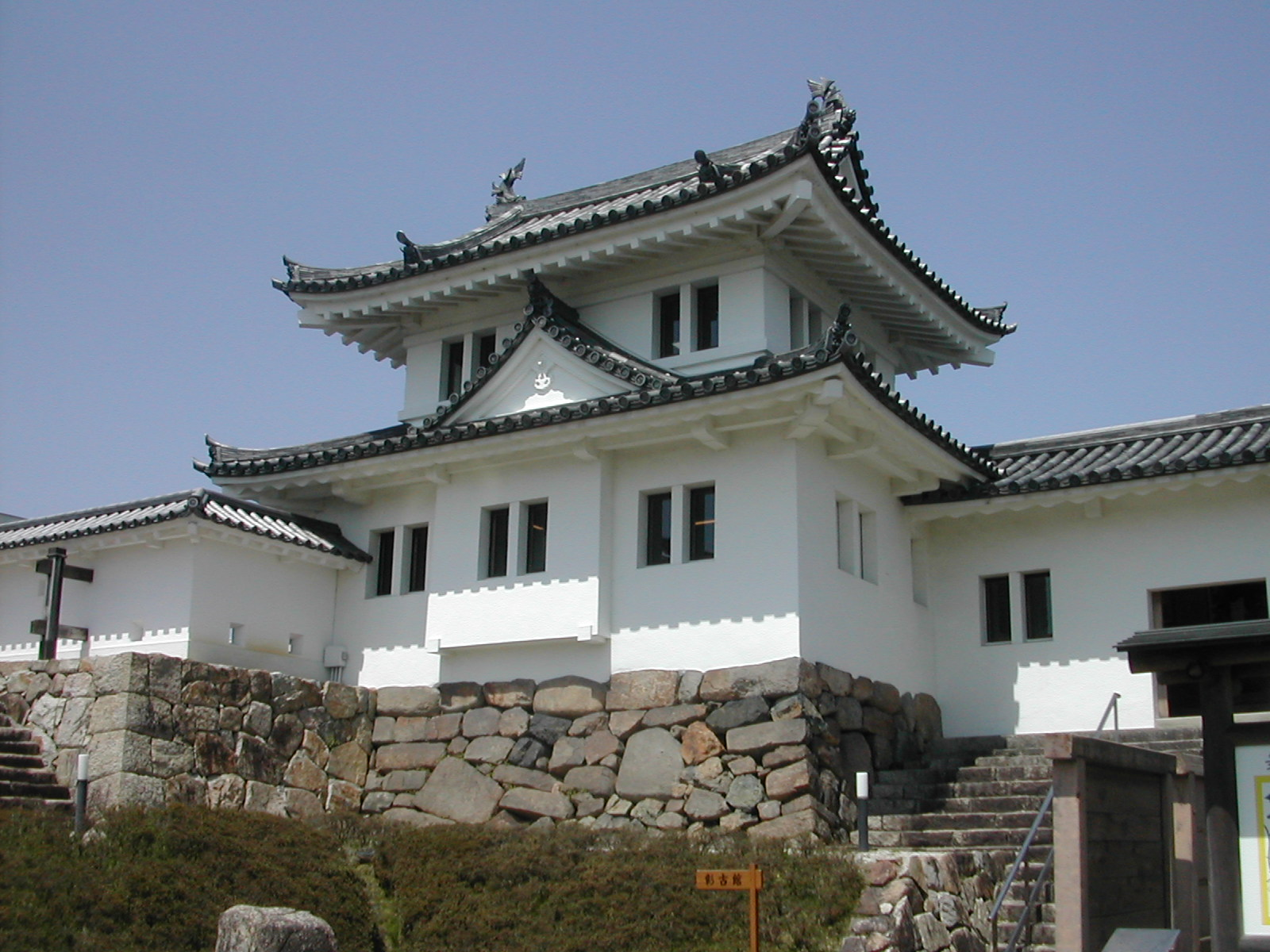
丹後田辺藩の藩庁がおかれた田辺城（舞鶴城）

田辺藩（たなべはん）は、江戸時代、丹後国にあった藩の一つ。明治維新後に舞鶴藩（まいづるはん）と改称した。藩庁は田辺城（京都府舞鶴市）。

## 藩史

### 前史
丹後国は元々一色氏が守護を務める国であったが、天正7年（1579年）、細川藤孝は明智光秀とともに反信長連合の一角だった一色氏らを滅ぼし、丹後国・丹波国を制圧する功績を挙げた。藤孝は恩賞として丹後一国を与えられ田辺城を築き、舞鶴を拠点に丹後一国を治めた。その後、天正10年(1582年)6月2日に親戚関係にあった明智光秀が本能寺の変を起こし、藤孝自身も加担するよう誘われるが、反光秀の立場を貫き、羽柴秀吉から丹後の本領を安堵されている。しかし藤孝は、親戚であった光秀の裏切りの責任を取る形で嫡男の忠興に家督を譲って隠居した。その際、隠居城として宮津城を築き、丹後舞鶴から移った。しかし慶長5年（1600年）、関ヶ原の戦いの際には再び舞鶴城に戻り、留守中の息子の代理を務めた。戦後、細川氏は豊前国中津藩へ転封された。代わって信濃国飯田より、京極高知が田辺城に入城した。

### 京極家
京極家は近江源氏佐々木氏の末裔であり、有名な佐々木道誉（京極高氏）の子孫である。京極高知は嫡男の高広を宮津藩に、三男の高三を舞鶴藩（田辺藩）に、甥で婿養子の高通を峰山藩に入れ、丹後を3藩に分割統治させた。高三を祖として、1622年、ここに初めて舞鶴藩（田辺藩）が成立した。藩域は丹後加佐郡全域で、現舞鶴市および宮津市由良、福知山市大江に相当する。
寛永13年、京極高直が2代藩主となった。3代京極高盛は寛文3年（1663年）に弟の高門に2千石を分知し、また寛文8年（1668年）には但馬国豊岡藩に転封となった。

### 田辺牧野家
京極家に代わり、寛文8年（1668年）に牧野親成が摂津国より3万5000石で入城する。

以後、幕末まで牧野家歴代が同藩で封を重ね、明治維新を迎えた。明治2年（1869年）の版籍奉還に際して舞鶴藩と改称された。明治4年（1871年）7月の廃藩置県によって舞鶴県となったが、まもなく再編により消滅している（#舞鶴県参照）。旧藩主家は華族に列し、子爵に叙せられた。

## 歴代藩主

### 京極家
外様 3万5千石→3万3千石　（1600年 - 1668年）　
1. 高三（たかみつ）
2. 高直（たかなお）
3. 高盛（たかもり）分知により3万3千石

### 牧野家
譜代 3万5千石　（1668年 - 1871年）
1. 親成（ちかしげ）
2. 富成（とみしげ）
3. 英成（ひでしげ）
4. 明成（とししげ）
5. 惟成（これしげ）
6. 宣成（ふさしげ）
7. 以成（もちしげ）
8. 節成（ときしげ）
9. 誠成（たかしげ）
10. 弼成（すけしげ）

#### 系図（牧野家）
```
凡例
　太線は実子、細線は養子を示す。また、太字は田辺藩主歴代・数字は襲封順を表す。
```

```
（
牛久保六騎
牧野家）
　     　 　　　 
　　定成
（山城守）
　　　　　　　　　
　　 ┃　　　　
    
康成
（半右衛門）

　　 ┃ 　　　　　　　　　 　　　　　　　
    
信成
（内匠・
関宿藩
主）
   
村越吉勝
　　　
　　 ┣━━━┳━━━━━━━┓│
　1
親成
   2
富成
           
村越直成
（村越吉勝へ養子）

　　　　　　　　             ┃　　　　　
                           3
英成
（村越家より養子）
　　　　　　
                             ┃
                           4
明成
　　　　
　　　　　　　　             ┃　　　　　
　　　　　　　　           5
惟成

　　　  　             ┏━━╋━━┓　
　　　  　            
則成
　
福成
6
宣成

　　　　　　　 　            ┏━━┫
　　　　　　　　           7
以成
　
允成

　　　　　　　　　　　             ┃　　
　　　　　　　　　　　           8
節成
　　　　　
　　　　　　　　　　　             ┃　　
　　　　　　　　　　　           9
誠成
　　　　
　　　　　　　　　　　             ┃　　　　　　　
　　　　　　　　　　　          10
弼成
　　　　　　　　　
```

## 幕末の領地
- 丹後国
  - 加佐郡のうち - 137村

## 舞鶴県
舞鶴県（まいづるけん）は、廃藩置県により1871年（明治4年）に設置された県。同年10月に豊岡県に統合され消滅した。県域は現在の京都府舞鶴市と旧大江町、宮津市由良のほぼ全域。
舞鶴県は廃藩置県により各藩が県と改編されたもので、約3か月だけ存在した。そもそも舞鶴は丹後田辺藩であったが、和歌山県の紀伊田辺藩と重複することから太政官の命により、丹後田辺城の雅名であった舞鶴城から藩名をとって舞鶴藩にしたものである。県庁は舞鶴城におかれ、後に同じ丹後国の宮津県や峰山県とともに豊岡県に統合された。

### 沿革
- 1871年（明治4年）7月14日：廃藩置県により旧田辺藩（舞鶴藩／3.5万石）が舞鶴県として発足。
- 1871年（明治4年）11月22日：豊岡県に統合
- 1876年（明治9年）8月22日：豊岡県廃止により京都府へ編入。